# Manaszarovar-tó
A Manaszarovar-tó  4590 m tengerszint feletti magasságon a Föld egyik legmagasabban fekvő édesvizű tava a Transzhimalája és a Himalája között Tibetben. A tó felszíne 412 km², átlagos mélysége 77 m. A tó fennsíkon fekszik, északon a Kajlás-hegy (6714 m), délen Gurla Mandhata (7694 m) közelében. Keskeny földhát választja el a 15 méterrel mélyebben fekvő Raksasztal-tótól. Természetes csatorna köti össze a két tavat.  

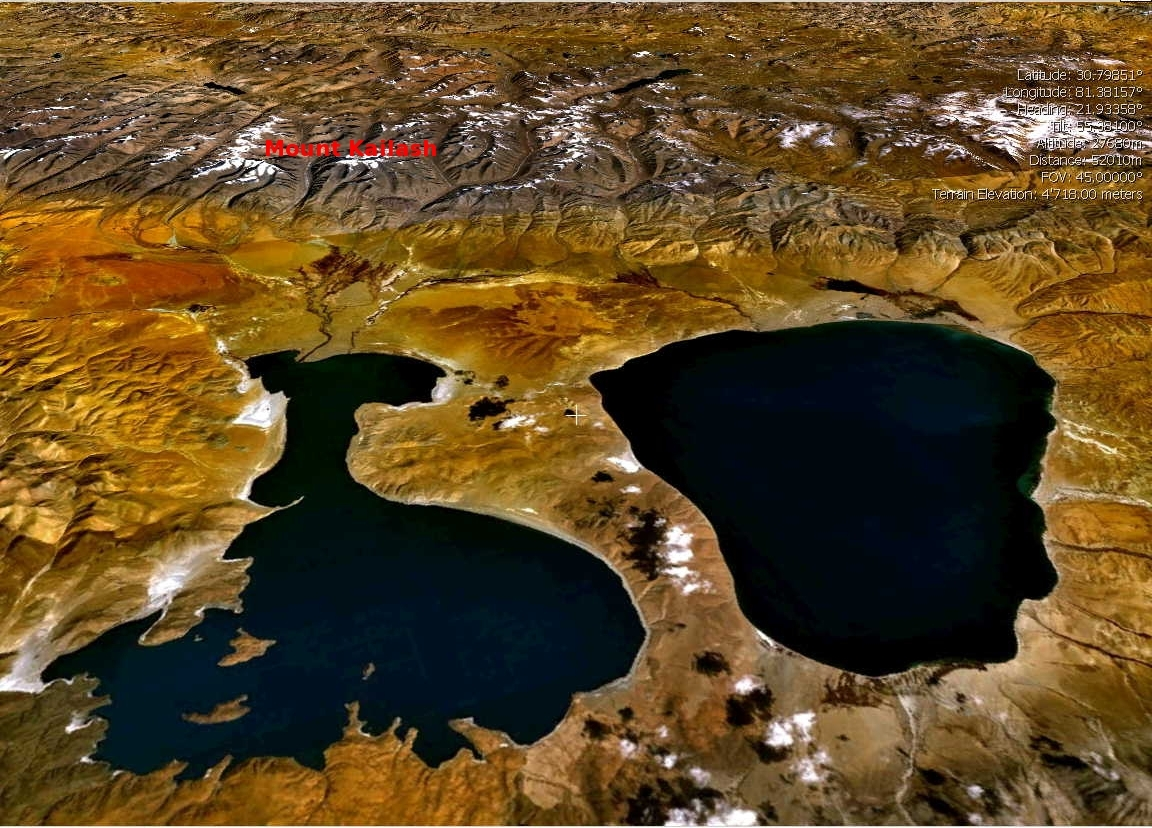
Jobbra a Manaszarovar-tó, balra a Raksasztal-tó, északon a Kajlás-hegy (műholdfelvétel)

Négy hatalmas folyam ered a Manaszarovar-tó közelében. A Szatledzs forrása a nyugatra fekvő Raksasztal-tó északnyugati csücskében van. Az Indus a tótól északra, a Brahmaputra keletre,  a Karnali délre fakad.

## Kapcsolódó szócikk
- Sven Hedin